# MHK Kežmarok
A MHK Kežmarok egy szlovák jégkorongcsapat Késmárkon. A klub a harmadosztályú 2. hokejová liga keleti csoportjában játszik.

## Története
A klubot 1931-ben alapították.

## Statisztikák
| Főcsoport (B csoport) | Főcsoport (B csoport) | Főcsoport (B csoport) | Főcsoport (B csoport) | Főcsoport (B csoport) | Főcsoport (B csoport) | Főcsoport (B csoport) | Főcsoport (B csoport) | Főcsoport (B csoport) | Felsőház | Felsőház | Felsőház | Felsőház | Felsőház | Felsőház | Felsőház | Felsőház | Rájátszás                                      | Rájátszás | Rájátszás |
| Szezon                | LM                    | GY                    | GY. H.                | V. H.                 | V                     | G                     | P                     | Helyezés              | LM       | GY       | GY. H.   | V. H.    | V        | G        | P        | Helyezés | Negyeddöntő                                    | Elődöntő  | Döntő     |
| --------------------- | --------------------- | --------------------- | --------------------- | --------------------- | --------------------- | --------------------- | --------------------- | --------------------- | -------- | -------- | -------- | -------- | -------- | -------- | -------- | -------- | ---------------------------------------------- | --------- | --------- |
| 2023–24               | 10                    | 6                     | 0                     | 1                     | 3                     | 44-31                 | 19                    | 3.                    | 10       | 1        | 0        | 0        | 9        | 28-54    | 3        | 6.       | Vereség a Hockey Club Dukla Senica ellen (0-3) | -         | -         |
| 2024–25               | 12                    | 5                     | 1                     | 0                     | 6                     | 44:46                 | 14                    | 5.                    | 12       | 10       | 0        | 0        | 2        | 66:39    | 30       | 1.       | Vereség a HK Bardejov ellen (0-3)              | -         | -         |

## Nézettség
| Szezon  | Teljes nézőszám | Átlagos nézőszám | Helyezés a ligában |
| ------- | --------------- | ---------------- | ------------------ |
| 2023–24 | 2 183           | 218              | 9.                 |
| 2024–25 | 1803            | 300              | 8.                 |

## Híres játékosok
- Richard Šechný
- Slavomír Pavličko
- Radoslav Suchý
- Ľuboš Bartečko
- Miroslav Škovira
- Martin Klempa